# Кебзабо, Салех
Салех Кебзабо (фр. Saleh Kebzabo; род. 27 марта 1947, Лере) — чадский политик. Является президентом Национального союза за демократию и обновление (UNDR) и депутатом Национальной ассамблеи Чада. Он был назначен премьер-министром президентом Махаматом Деби 12 октября 2022 года.

## Политическая карьера
Кебзабо был директором Агентства печати Чада, членом Демократического движения за восстановление Чада (MDRT), а также журналистом газет «Jeune Afrique» и «Demain l’Afrique». Впоследствии он стал основателем «N’Djaména Hebdo», первой независимой газеты Чада. Он был консулом в Дуале, Камерун, но был выслан из Камеруна президентом Полем Бийей из-за его поддержки предшественника Бийи Ахмаду Ахиджо.
Он был одним из членов-основателей левоцентристской политической партии UNDR в декабре 1992 года. В апреле 1993 года, после Суверенной национальной конференции, он был назначен министром торговли и промышленности в правительстве премьер-министра Фиделя Мунгара. Это правительство просуществовало всего шесть месяцев, прежде чем Высший переходный совет одобрил предложение о вынесении ему порицания.
Обвинённый в сотрудничестве с повстанцами, в сентябре 1995 года Кебзабо был арестован и содержался под стражей в течение пяти дней. Перед арестом ночью 30 августа в его доме был проведён обыск без ордера. Кебзабо был освобождён после того, как оппозиция опротестовала его задержание, и он подал иск против должностных лиц, которые были ответственны за инцидент.
Основная база поддержки Кебзабо находится в Майо-Кебби. Он был кандидатом на президентских выборах в июне 1996 года, заняв третье место с 8,61% голосов; затем он поддержал президента Идриса Деби во втором туре. После победы Деби Кебзабо стал министром иностранных дел Чада в августе 1996 года, занимая эту должность до тех пор, пока 21 мая 1997 года он не был назначен государственным министром общественных работ, транспорта, жилищного строительства и городского развития. Он был избран в Национальное собрание в качестве кандидата от UNDR в первом туре парламентских выборов 1997 года, хотя остался в правительстве и не занял своего места.
Кебзабо стал государственным министром горнорудной промышленности, энергетики и нефти в результате перестановок в кабинете министров 1 января 1998 года, но он был уволен из правительства 11 мая 1998 года вместе с двумя другими министрами UNDR. Что касается его увольнения, он сказал, что его цели могут быть достигнуты вне правительства. В декабре 1999 года он был назначен государственным министром сельского хозяйства в правительстве премьер-министра Нагума Йамассума.
1 апреля 2001 года Кебзабо был вновь выдвинут кандидатом в президенты от UNDR на выборах того года. Впоследствии 8 апреля он был отстранён от должности государственного министра сельского хозяйства; другие члены правительства UNDR также были уволены. До этого он считался вторым по рангу членом правительства после премьер-министра. Высказывались предположения, что Кебзабо решил баллотироваться в президенты по этому случаю, потому что ему не удалось договориться с Деби о назначении на пост премьер-министра. Позже Кебзабо сказал, что он участвовал в работе правительства, полагая, что таким образом он сможет подорвать Деби изнутри системы, и что в результате он полагал, что UNDR является «постоянной мишенью» Деби.
На президентских выборах, состоявшихся 20 мая 2001 года, он занял третье место с 7% голосов. В конце мая он дважды ненадолго задерживался полицией вместе с пятью другими кандидатами от оппозиции.
На парламентских выборах в апреле 2002 года Кебзабо был избран в Национальное собрание в качестве кандидата от ПРООН от избирательного округа Лере в департаменте Майо-Далла, и он стал президентом Демократической парламентской группы в течение парламентского срока, последовавшего за выборами.
По словам Кебзабо, 3 февраля 2008 года, во время сражения между правительственными войсками и повстанцами в Нджамене, солдаты пришли в дом Кебзабо, чтобы арестовать его, но в то время он был в отъезде. Он сказал, что солдаты стреляли в его брата. В заявлении от 26 февраля он и другой лидер оппозиции, Вадаль Абделькадер Камуге, опубликовали заявление, призывающее к «немедленному созыву всеобъемлющего национального диалога», освобождению трёх лидеров оппозиции, которые были арестованы, наряду с международным расследованием арестов и немедленным прекращением огня.
Хотя UNDR является членом Координационного совета политических партий в защиту Конституции (CPDC), и CPDC решил присоединиться к правительству премьер-министра Юсуфа Салеха Аббаса в апреле 2008 года, Кебзабо отказался занять пост в правительстве, заявив, что он предпочёл бы, чтобы это был кто-то другой из его партии вместо этого войдите в правительство. Кебзабо сказал, что в то время его поглощала партийная работа в UNDR; он описал эту работу как «обогащающий опыт» и сказал, что уже начинает подготовку к запланированным парламентским выборам 2009 года.
На президентских выборах 2016 года занял второе место, набрав 12,80% голосов, а Идрис Деби, набрал 61,56% поданных голосов.
В июне 2017 года члены оппозиционной коалиции FONAC заявили, что Национальное собрание стало нелегитимным, продолжая заседать после 21 июня, через два года после продления срока полномочий парламента, и что депутаты от оппозиции, следовательно, должны подать в отставку. Оппозиционные депутаты во главе с Салехом Кебзабо ответили, что они не уйдут в отставку, посчитав, что для них было бы более «полезно» остаться в Национальной собрании; однако они также заявили, что следующие выборы должны быть проведены незамедлительно, отвергнув мнение Деби о том, что задержка была необходима из-за нехватки средств, и что в будущем правительство должно приложить все усилия для проведения выборов в срок.
В августе 2021 года Салех Кебзабо, главный противник режима бывшего президента Чада Идриса Деби Итно, убитого повстанцами в апреле 2021 года, был назначен вице-президентом организационного комитета «инклюзивного национального диалога», который должен привести к президентским выборам и выборам в законодательные органы в Чаде.
В октябре 2022 года Махамат Идрис Деби назначил Салеха Кебзабо премьер-министром Чада.